# Мартин Анга
Мартин Ив Анга-Льочер (на немски: Martin Yves Angha-Lötscher, роден на 22 януари 1994 в Цюрих) е швейцарски футболист, играе като централен защитник и се състезава за германския Нюрнберг.

## Клубна кариера

### Арсенал
На млада възраст Анга преминава в английския клуб Арсенал като се подвизава за резервите и академията на клуба. Преди да премине в Англия, Анга се състезава за швейцарските Грасхопър и Цюрих. През сезон 2011/12 Анга играе предимно за резервите на Арсенал като изиграва общо 22 мача за този тим.
На 26 септември 2012 г. Анга прави дебюта си за първия тим на Арсенал при победата над Ковънтри в турнира за Купа на лигата.
На 4 декември 2012 г. прави дебюта си в турнира Шампионска лига, влизайки в 83-тата минута в мача срещу гръцкия Олимпиакос. Арсенал губи срещата с 2 – 1.

### Нюрнберг
На 10 април 2013 г. Анга подписва 4-годишен договор с германския Нюрнберг, като договора влиза в сила от лятото на 2013 г., а преминаването е със свободен трансфер.

## Личен живот
Майката на Анга е немскоговореща швейцарка с фамилия Льочер, а баща му е от конгоански произход.